# Linpack
Linpack — програмна бібліотека, написана на мові програмування Фортран, яка містить набір підпрограм для розв'язування систем лінійних алгебраїчних рівнянь.
Linpack була розроблена для роботи на суперкомп'ютерах, які використовувались в 1970-х — на початку 1980-х років.
На сьогодні Linpack замінена іншою бібліотекою — Lapack, яка працює на сучасних комп'ютерах ефективніше.
Існують версії бібліотеки для чисел з плаваючою крапкою з різною точністю і для комплексних чисел. З'явилась реалізація бібліотеки, написана на Сі. Проте останні версії програми на мові Сі не дають впевненості в адекватності отримуваних результатів.